# Galigaan
De galigaan (Cladium mariscus) is een vaste plant die behoort tot de cypergrassenfamilie (Cyperaceae). Het is de enige soort uit het geslacht Cladium. De plant komt van nature voor over de gehele wereld, in Europa komen begroeiingen wijdverspreid maar versnipperd voor. De soort staat in Nederland op de Rode lijst van planten. Ze is er zeldzaam en sinds 1950 tot 50% afgenomen. In Vlaanderen is galigaan zeer zeldzaam.
De grijsgroene plant wordt 0,9-1,8 m hoog en heeft dikke, kruipende, vertakte wortelstokken. De plant kan dichte haarden vormen. De holle stengel is rolrond of stomp driekantig. De lijnvormige, tot 2 m lange en 0,7-1,5 cm brede bladeren zijn naar boven scherp gekield. De versmalde top is driekantig. Het blad is aan de randen en aan de kiel vlijmscherp en ruw door de naar voren gerichte stekeltjes.

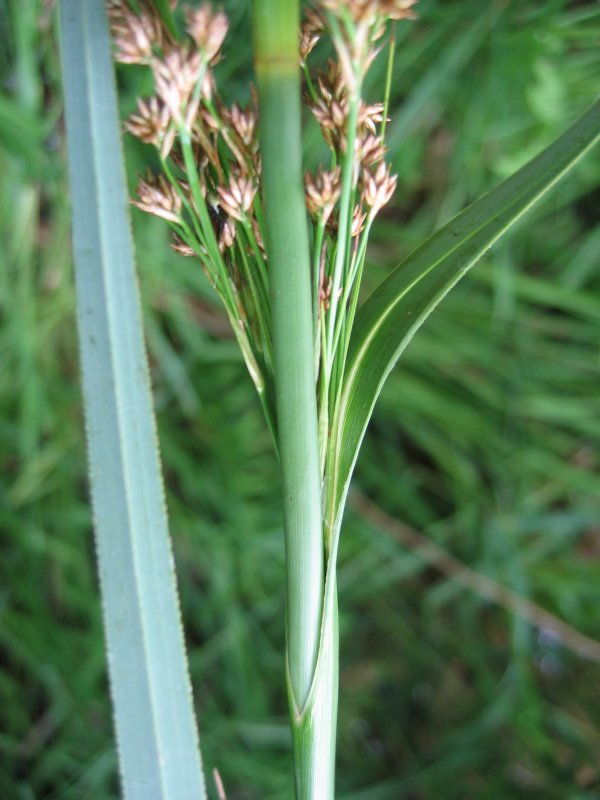
Blad en bloeiwijze

Galigaan bloeit in juni en juli met een lange, sterk vertakte bloeiwijze bestaande uit vele in hoofdjes staande, bruine, sigaarvormige, 3-5 mm lange aren. Aan de onderkant van de aar zitten drie of meer kafjes zonder bloempje. Daarboven zitten één of twee grotere kafjes met een tweeslachtig bloempje met soms daarboven nog een kafje met een mannelijke bloempje. Een vrouwelijk bloempje heeft drie stempels.
De 3-3,5 mm lange vrucht is een rond, glanzend donkerbruin nootje met een lange stekelpunt (snavel) en zit op een wit schijfje.

## Voorkomen
De plant komt voor in moerassen, duinvalleien, langs plassen en vennen.
Galigaanmoeras is een specifiek habitattype.
In Nederland is de soort zeldzaam op de Waddeneilanden, in laagveengebieden, Noord-Brabant en Noord-Limburg en zeer zeldzaam in het oosten van het land, in de Hollandse duinen, in Zeeland en in Flevoland. Het veruit grootste voorkomen is aan en in het Ringselven bij Budel in het Noord-Brabantse deel van de Kempen. Op een door een in de buurt gevestigde zinkfabriek sterk verontreinigde bodem gedijt de plant daar goed. Galigaan is als een van de weinige plantensoorten tegen deze vervuiling bestand.
In Vlaanderen komt ze uitsluitend, en dan nog zeer zeldzaam, in het Belgische deel van de Kempen voor.